# Piotr Lisek
Piotr Lisek (* 16. August 1992 in Duszniki) ist ein polnischer Leichtathlet, der sich auf den Stabhochsprung spezialisiert. Er ist Inhaber des Landesrekords im Stabhochsprung und wurde 2017 Halleneuropameister und gewann zahlreiche Medaillen bei Welt- und Europameisterschaften, womit er zu den erfolgreichsten Stabhochspringern seines Landes zählt.

## Sportliche Laufbahn
Piotr Lisek kam über den Hochsprung zum Stabhochsprung, da er für erstgenannteren zu klein war. Bis 2012 bestritt er ausschließlich Wettkämpfe auf nationaler Ebene und wurde im Zuge der Polnischen Meisterschaften 2012 positiv auf Methylhexanamin getestet und wegen Dopings für sechs Monate gesperrt. 2013 wurde er Polnischer Hallenmeister im Stabhochsprung und wurde daraufhin für die Halleneuropameisterschaften in Göteborg nominiert, bei denen er aber mit 5,50 m den Einzug ins Finale verpasste. Auch bei den U23-Europameisterschaften in Tampere im selben Jahr schied er mit übersprungenen 5,20 m in der Qualifikationsrunde aus. 2014 gelangte er dann bei den Europameisterschaften in Zürich bis in das Finale und belegte dort mit übersprungenen 5,65 m den sechsten Platz. Im Februar 2015 verbesserte Lisek den Polnischen Hallenrekord beim Internationalen Springer-Meeting in Dessau-Roßlau auf 5,87 m. Kurz darauf siegte er zum zweiten Mal bei den Polnischen Hallenmeisterschaften. Eine Woche später gelang ihm beim Internationalen Stabhochsprung-Meeting im Werre-Park in Bad Oeynhausen eine weitere Steigerung seines Hallenrekords auf 5,90 m. Anfang März gewann er dann bei den Halleneuropameisterschaften in Prag mit übersprungenen 5,85 m die Bronzemedaille hinter dem Franzosen Renaud Lavillenie und Alexander Gripitsch aus Russland. Im Sommer startete er erstmals bei den Weltmeisterschaften in Peking und gewann auch dort auf Anhieb mit 5,80 m im Finale die Bronzemedaille hinter dem Kanadier Shawnacy Barber und Raphael Holzdeppe aus Deutschland. Den dritten Platz teilte er sich mit seinem Landsmann Paweł Wojciechowski und dem Franzosen Renaud Lavillenie, die wie er eine Höhe von 5,80 m erreichten. Im Jahr darauf gewann Lisek bei den Hallenweltmeisterschaften in Portland mit übersprungenen 5,75 m die Bronzemedaille hinter Lavillenie und dem US-Amerikaner Sam Kendricks. Anfang Juli belegte er bei den Europameisterschaften mit 5,50 m den vierten Platz und nahm dann an den Olympischen Spielen in Rio de Janeiro teil, bei denen er mit 5,75 m im Finale ebenfalls Rang vier erreichte.
Im Januar 2017 übersprang Lisek bei dem Springermeeting in Cottbus 5,92 m und stellte damit eine neue persönliche Bestleistung und zugleich auch einen neuen polnischen Landesrekord auf. Am 4. Februar 2017, nur zehn Tage nach seiner neuen Bestleistung, steigerte Lisek wieder seinen persönlichen und den polnischen Landesrekord um 8 cm auf 6,00 m. Anfang März siegte er dann bei den Halleneuropameisterschaften in Belgrad mit einer Höhe von 5,85 m. Im August gelangte er bei den Weltmeisterschaften in London erneut bis ins Finale und gewann dort mit 5,89 m die Silbermedaille hinter dem US-Amerikaner Sam Kendricks. Im Jahr darauf gewann er dann bei den Hallenweltmeisterschaften in Birmingham mit 5,85 m die Bronzemedaille hinter Lavillenie und Kendricks und im Sommer wurde er bei den Europameisterschaften in Berlin mit 5,90 m im Finale Vierter. 2019 gewann er bei den Halleneuropameisterschaften in Glasgow mit übersprungenen 5,85 m die Silbermedaille hinter seinem Landsmann Paweł Wojciechowski. Während der Freiluftsaison siegte er bei der Athletissima in Lausanne und überquerte dort 6,01 m, womit er erstmals im Freien über sechs Meter sprang und stellte damit einen neuen polnischen Rekord auf. Eine Woche darauf siegte er auch beim Herculis in Monaco und steigerte sich dort ein weiteres Mal auf 6,02 m. Im August siegte er bei der Team-Europameisterschaft in Bydgoszcz mit 5,81 m im Stabhochsprung und behauptete sich mit der polnischen Mannschaft auf dem ersten Platz. Anfang Oktober gelangte er bei den Weltmeisterschaften in Doha ein weiteres Mal ins Finale und gewann dort mit 5,87 m die Bronzemedaille hinter dem US-Amerikaner Kendricks und Armand Duplantis aus Schweden. 2020 siegte er mit 5,82 m beim Memoriał Kamili Skolimowskiej und anschließend mit 5,80 m auch beim „Anhalt 2020“ und wurde beim ISTAF Berlin mit 5,82 m Zweiter. Im Jahr darauf gewann er bei den Halleneuropameisterschaften im heimischen Toruń mit übersprungenen 5,80 m die Bronzemedaille hinter dem Schweden Armand Duplantis und Valentin Lavillenie aus Frankreich. Im August gelangte er bei den Olympischen Spielen in Tokio das Finale und wurde dort mit 5,80 m Sechster.
2022 siegte er mit übersprungenen 5,41 m beim Poznań Athletics Grand Prix und schied anschließend bei den Weltmeisterschaften in Eugene mit 5,50 m in der Qualifikationsrunde aus. Im August verpasste er dann auch bei den Europameisterschaften in München mit 5,50 m den Finaleinzug. Im Jahr darauf gewann er bei den Halleneuropameisterschaften in Istanbul mit 5,80 m die Silbermedaille hinter dem Norweger Sondre Guttormsen. Im Juni wurde er bei der 1. Liga der Team-Europameisterschaft im Rahmen der Europaspiele in Chorzów mit 5,80 m Vierter. Im August belegte er dann bei den Weltmeisterschaften in Budapest mit 5,75 m im Finale den neunten Platz. 2024 blieb er bei den Hallenweltmeisterschaften in Glasgow ohne eine gültige Höhe und belegte im Juni bei den Europameisterschaften in Rom in 5,75 m den sechsten Platz. Anschließend verpasste er bei den Olympischen Sommerspielen in Paris mit 5,60 m den Finaleinzug. Im Jahr darauf schied er bei den Halleneuropameisterschaften in Apeldoorn mit 5,65 m in der Vorrunde aus.
In den Jahren 2017 sowie 2021, 2022 und 2024 wurde Lisek polnischer Meister im Stabhochsprung im Freien sowie 2013, 2015, von 2017 bis 2019 sowie von 2021 bis 2025 in der Halle.